# 안토니우스 펠릭스

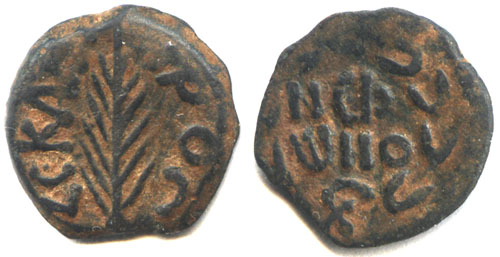
안토니우스 펠릭스가 주조한 청동 프루타.
앞면: 화환에 새겨진 네로의 그리스어 문자 ΝΕΡ ΩΝΟ Ϲ.
뒷면: 카이사르의 그리스어 문자 ΚΑΙϹΑΡΟϹ와 날짜 LC (3년 = 56/57년), 야자나무 가지.

안토니우스 펠릭스(Antonius Felix, 고대 그리스어: ὁ Φῆλιξ, 서기 10년경 ~ ?) 혹은 벨릭스(개역개정판)는 52년부터 60년까지 유대아 속주의 네 번째 프로쿠라토르로, 벤티디우스 쿠마누스의 후임이었다. 그는 신약성경의 사도행전 23장과 24장에 나오는데, 여기서 사도 바울로가 재판을 받기 위해 그에게로 끌려온다. 본명은 티베리우스 클라우디우스 안토니우스 펠릭스로 추정된다.

## 생애
펠릭스는 황제 클라우디우스 통치 기간 동안 재무부 장관을 지낸 그리스 해방 노예 마르쿠스 안토니우스 팔라스의 남동생이었다. 타키투스에 따르면, 팔라스와 펠릭스는 아르카디아의 그리스 왕가 후손이었다.

## 유대아 총독

펠릭스와 헤로데 왕조의 관계, 그리고 신약성경에 등장하는 헤로데 왕조를 보여주는 가계도

펠릭스는 형의 청원으로 총독이 되었다. 펠릭스의 잔인함과 뇌물 수수에 대한 그의 쉬운 접근(참조 사도행전 24:26)은 유대아에서 범죄를 크게 증가시켰다. 그의 통치 기간은 내부 불화와 소요로 특징 지어졌으며, 그는 이를 가혹하게 진압했다.
58년에 펠릭스는 대제사장 요나단이 취임한 직후 그를 암살하기 위해 암살자를 고용했다. 요나단은 종종 펠릭스의 유대인 통치를 비판했으며, 펠릭스가 잘하지 못하면 카이사르에게 보고하겠다고 위협했다. 펠릭스는 요나단의 가장 신뢰하는 친구이자 예루살렘 시민인 도라스에게 거액을 주겠다고 약속하며 요나단을 죽일 강도들을 고용하도록 설득했다. 도라스는 몇몇 고용된 남자들이 옷 속에 단검을 숨긴 채 예루살렘 성전에서 예배자들과 섞이도록 주선했다. 이 암살자들은 유대인 축제 기간 동안 요나단을 살해했고 결코 잡히지 않았다.
사도 바울로는 예루살렘에서 체포되어 생명을 노린 음모에서 구출되었고, 클라우디우스 리시아스는 그를 카에사레아 마리티마로 옮겼으며, 그곳에서 펠릭스 앞에서 재판을 받았다. 펠릭스와 그의 아내 드루실라는 바울의 강론을 듣고 그와 대화하기 위해 그를 불렀다. 그러나 펠릭스의 실제 욕구는 바울로부터 뇌물을 받는 것이었지만, 바울은 이를 거부했다 (Acts 24:24–26). 펠릭스는 바울을 2년 동안 감금한 후 총독 자리에서 물러났지만, 유대인들에게 호의를 베풀기 위해 그를 계속 감옥에 가두었다 (사도행전 24:27).
로마로 돌아온 펠릭스는 카에사레아의 유대인과 시리아인 간의 분쟁을 구실 삼아 주민들을 학살하고 약탈했다는 비난을 받았지만, 황제 네로에게 큰 영향력을 행사하던 그의 형 팔라스의 중재로 처벌을 면했다.
포르키우스 페스투스가 그의 뒤를 이어 유대아의 총독이 되었다.

## 결혼과 가족
펠릭스는 세 번 결혼했다. 첫 번째 아내는 마우레타니아의 드루실라 (프톨레마이오스의 딸)로, 아마도 마우레타니아의 프톨레마이오스와 율리아 우라니아의 딸이었을 것이다. 펠릭스의 두 번째 아내는 헤로데 아그리파 1세와 키프로스의 딸인 유대인 드루실라였다. 유대아의 드루실라는 펠릭스와 결혼하기 위해 엠마사의 왕 가이우스 율리우스 아지주스와 이혼했다. 이 부부는 서기 79년 8월 24일 베수비오산의 분출로 폼페이와 헤르쿨라네움 주민들과 함께 사망한 아들 마르쿠스 안토니우스 아그리파를 두었다. 이집트의 왕실 무덤에서 발견된 낙서에서 이름이 발견된 안토니아 아그리피나(Antonia Agrippina)는 아그리파의 손녀였을 수도 있다. 그의 세 번째 아내의 이름은 기록되어 있지 않다. 루키우스 안네이우스 도미티우스 프로쿨루스(Lucius Anneius Domitius Proculus)라는 남자는 한 비문에서 펠릭스의 증손자로 묘사되어 있으며, 그의 할머니는 안토니아 클레멘티아나(Antonia Clementiana)로 명명되어 있는데, 이는 아마도 펠릭스의 딸일 것이다. 또 다른 비문에는 티베리우스 클라우디우스(성씨 불명)라는 인물이 티투스 무키우스 클레멘스와 어떤 식으로든 연관되어 있었다고 명시되어 있다.
마르쿠스 안토니우스 프론토 살비아누스(재무관)와 그의 아들 마르쿠스 안토니우스 펠릭스 마그누스(225년 대제사장)도 후손일 가능성이 있다.

## 같이 보기
- 로마 유대아의 총독, 프로쿠라토르 및 레가투스
- 성경 외 자료에서 확인된 성경 인물 목록
- 로마 총독 주화

## 더 읽어보기
- 타키투스, 로마 편년사, xii. 54, 동시대사 v. 9
- 수에토니우스, 클라우디우스, 28
- 에밀 쉬러, 유대 민족의 역사 (1890–1891)
- Robertson, A. (1899). 〈Felix, Antonius〉.   제임스 헤이스팅스. 《헤이스팅스 성경 사전》 II. 1–2쪽.
- 사도행전 주석
- W. M. 램지 경, 사도 바울로 여행자
- 칼 폰 바이작커, 사도 시대 (영역, 1894)
- 유대 백과사전: 펠릭스 (안토니우스 펠릭스)
- https://web.archive.org/web/20040530071028/http://www.tyndale.cam.ac.uk/Egypt/ptolemies/ptolemies_selene_ii.htm